# Honda N-WGN
El Honda N-WGN (ホンダ・N-WGN, Honda Enu Wagon) és un automòbil lleuger o kei car produït pel fabricant d'automòbils japonés Honda des de l'any 2013. La segona generació del model va eixir al mercat l'any 2019.
L'N-WGN forma part de la renovada gama kei de Honda, la sèrie N. Temporalment, l'N-WGN substitueix al Honda Life com a kei wagon de la marca i te com a principals rivals el Daihatsu Move, el Suzuki Wagon R i el Mitsubishi eK, sent el segment dels kei wagon un dels més competitius dels automòbils lleugers.

## Primera generació (2013-2019)

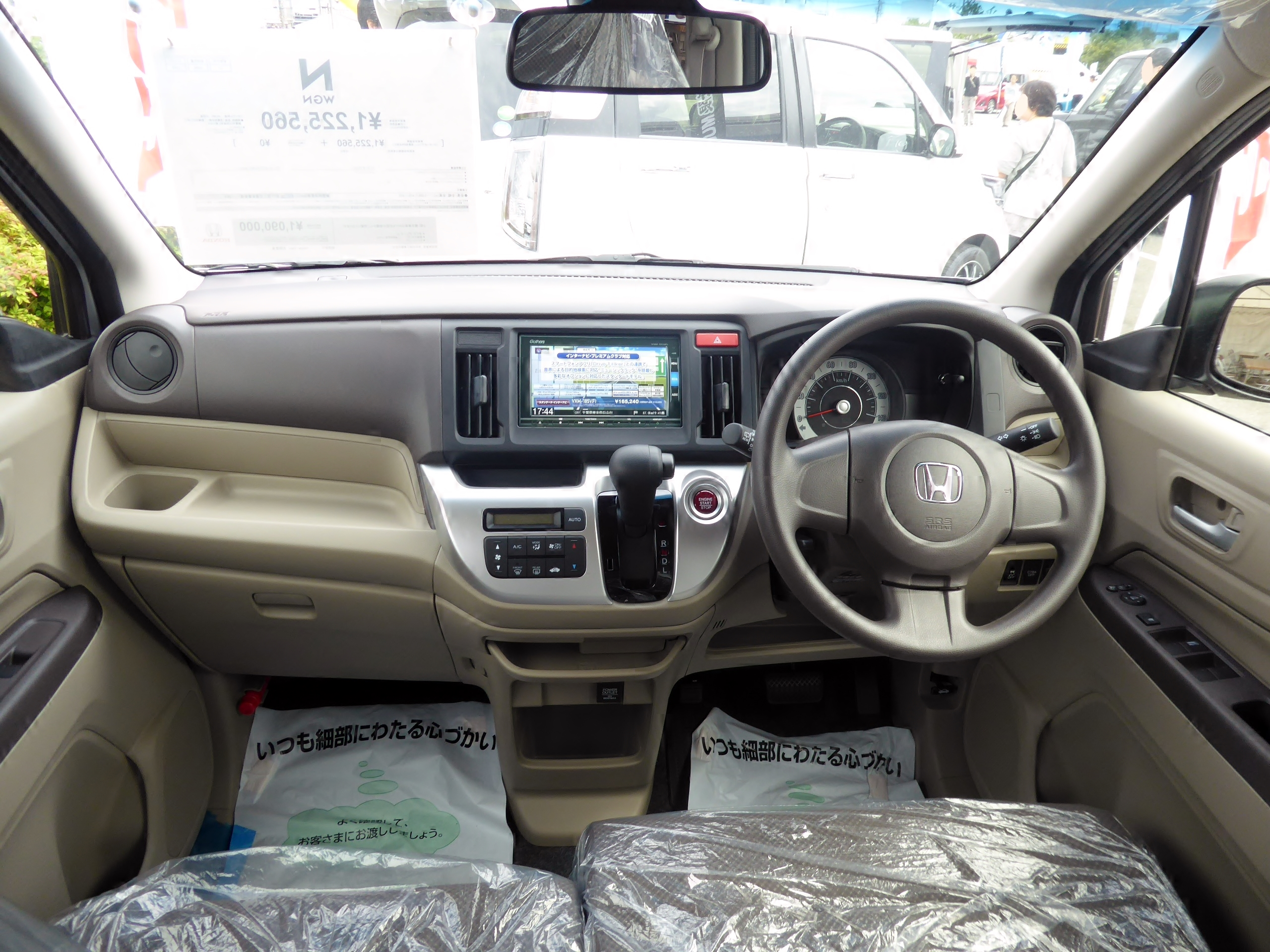
Interior N-WGN G

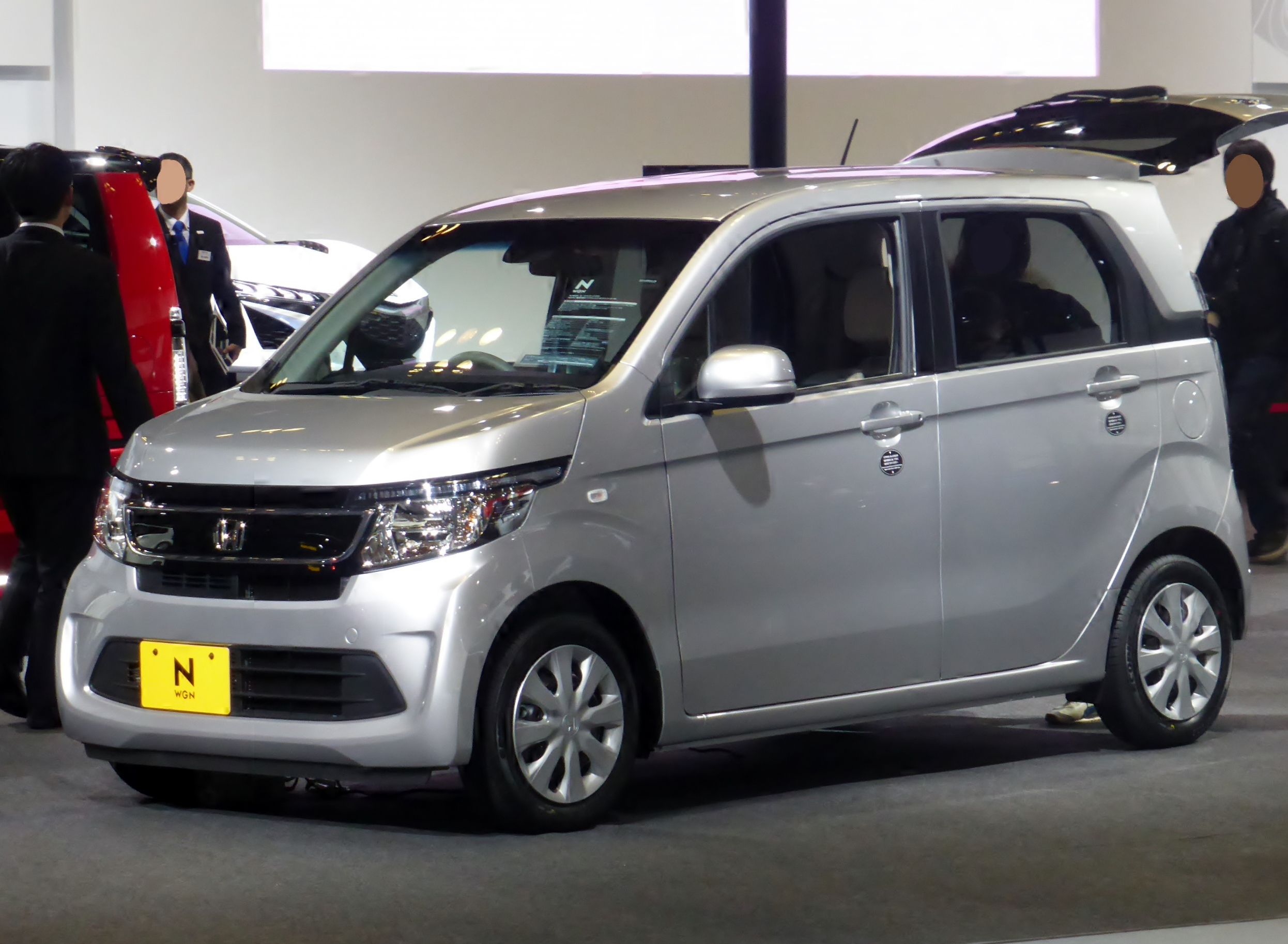
N-WGN G

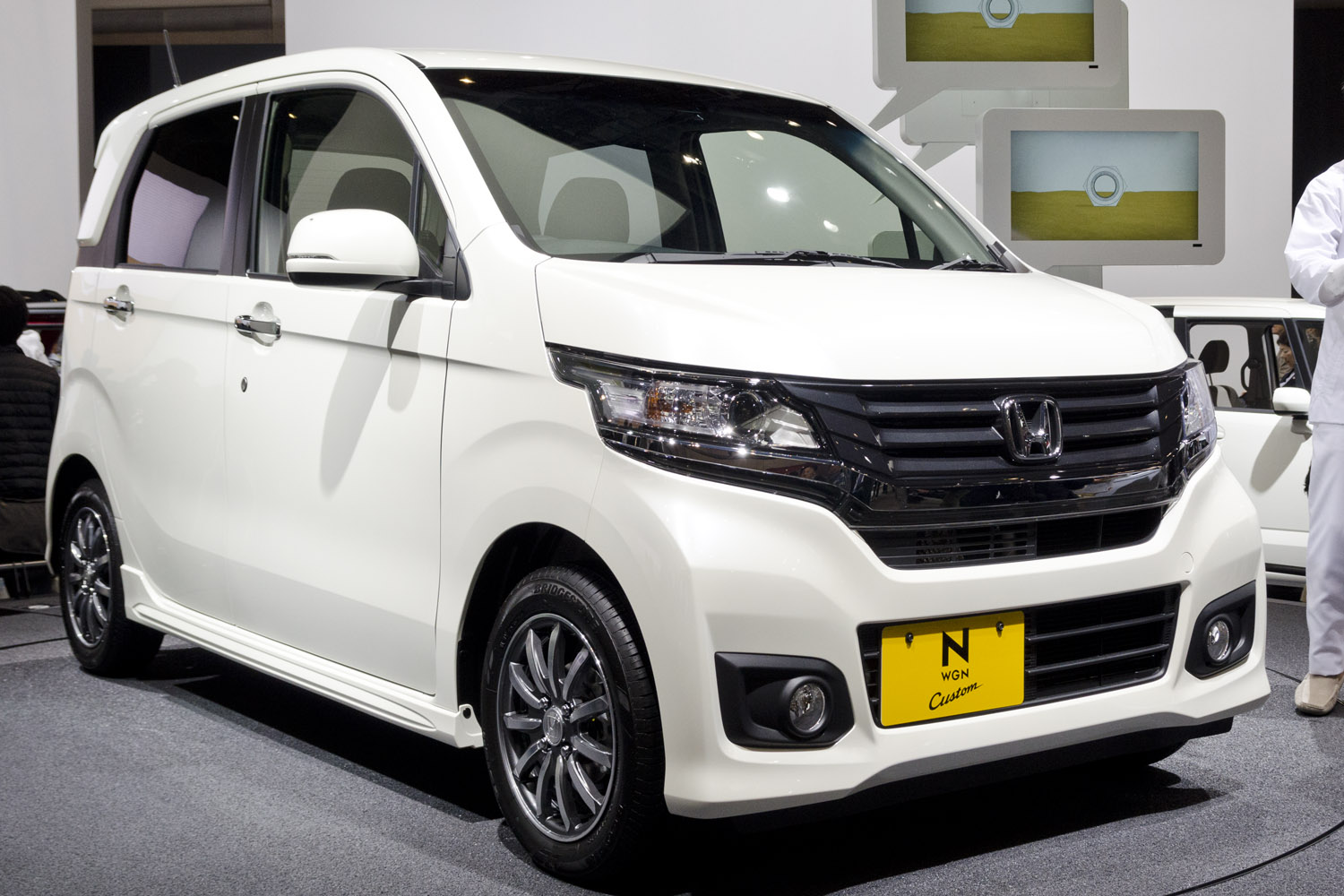
N-WGN Custom

La primera generació del Honda N-WGN fou anunciada a la premsa el 26 de setembre de 2013. Les reserves començaren el 21 d'octubre i, finalment, va exir a la venda el 22 de novembre. Com ja s'ha esmentat, l'N-WGN fou creat com el successor directe del Honda Life.
Mecànicament, la primera generació de l'N-WGN equipava el motor de darrera generació S07A, muntada per primera vegada al Honda N-BOX l'any 2011 i el Honda N-ONE l'any següent. Les característiques d'aquest motor són: propulsor tricilíndric en línia DOHC de 660 (658) centímetres cúbics, atmosfèric o amb turbocompressor. Com és comú, el model podia equipar tracció al davant o a les quatre rodes. Només és disponible una transmissió automàtica CVT.
La gama del model es divideix entre l'N-WGN "standard" i l'N-WGN Custom, una versió que no només equipa uns detalls estètics diferents com ara fars i llandes especials i interior amb seients de cuir, sinó també turbo i una caixa CVT exclusiva de set velocitats.
La comercialització d'aquesta primera generació va finalitzar el 8 d'agost de 2019 per tal de donar pas a la segona generació, que ja havia estat presentada.

## Segona generació (2019-)

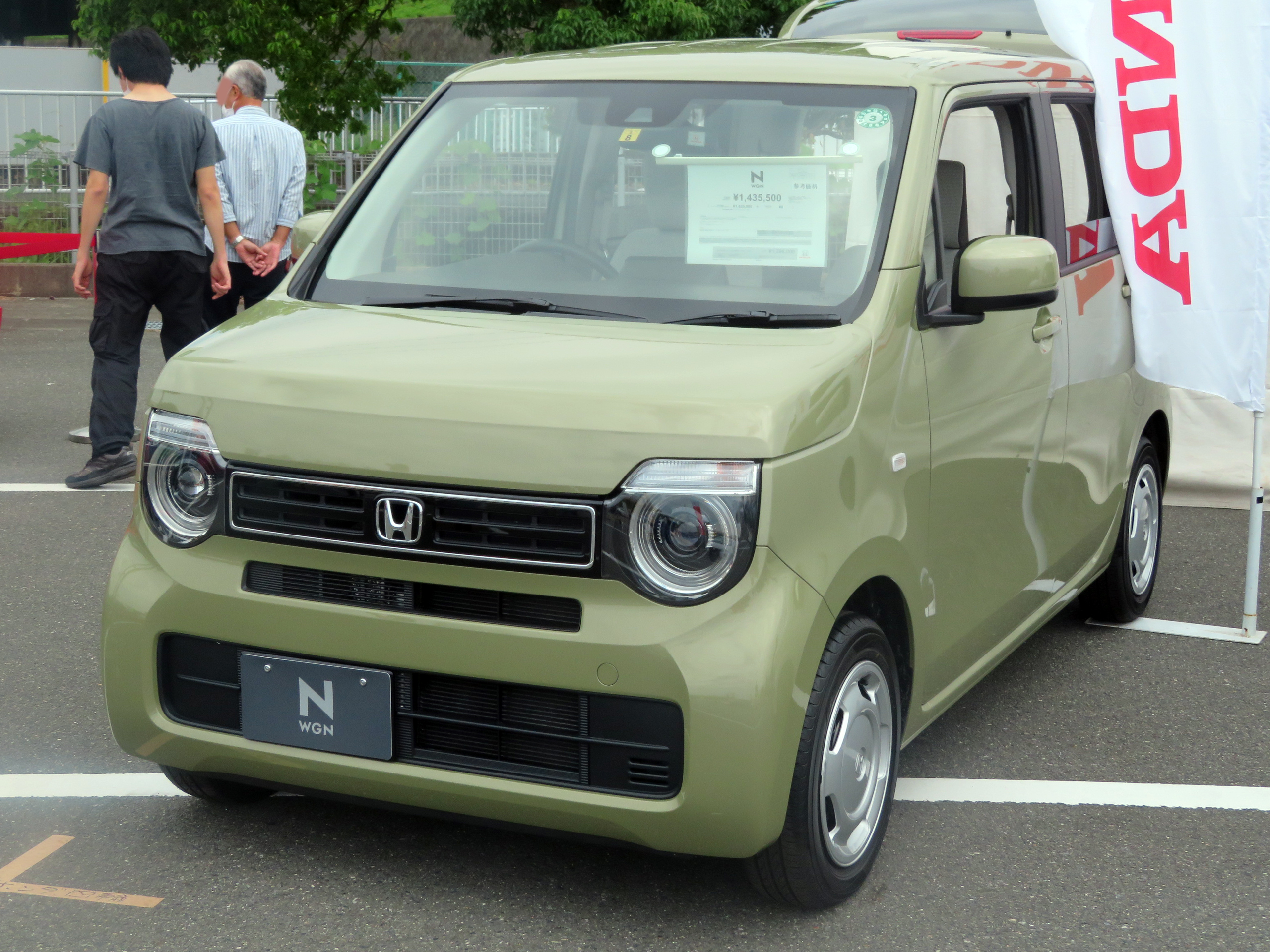
N-WGN L 2WD

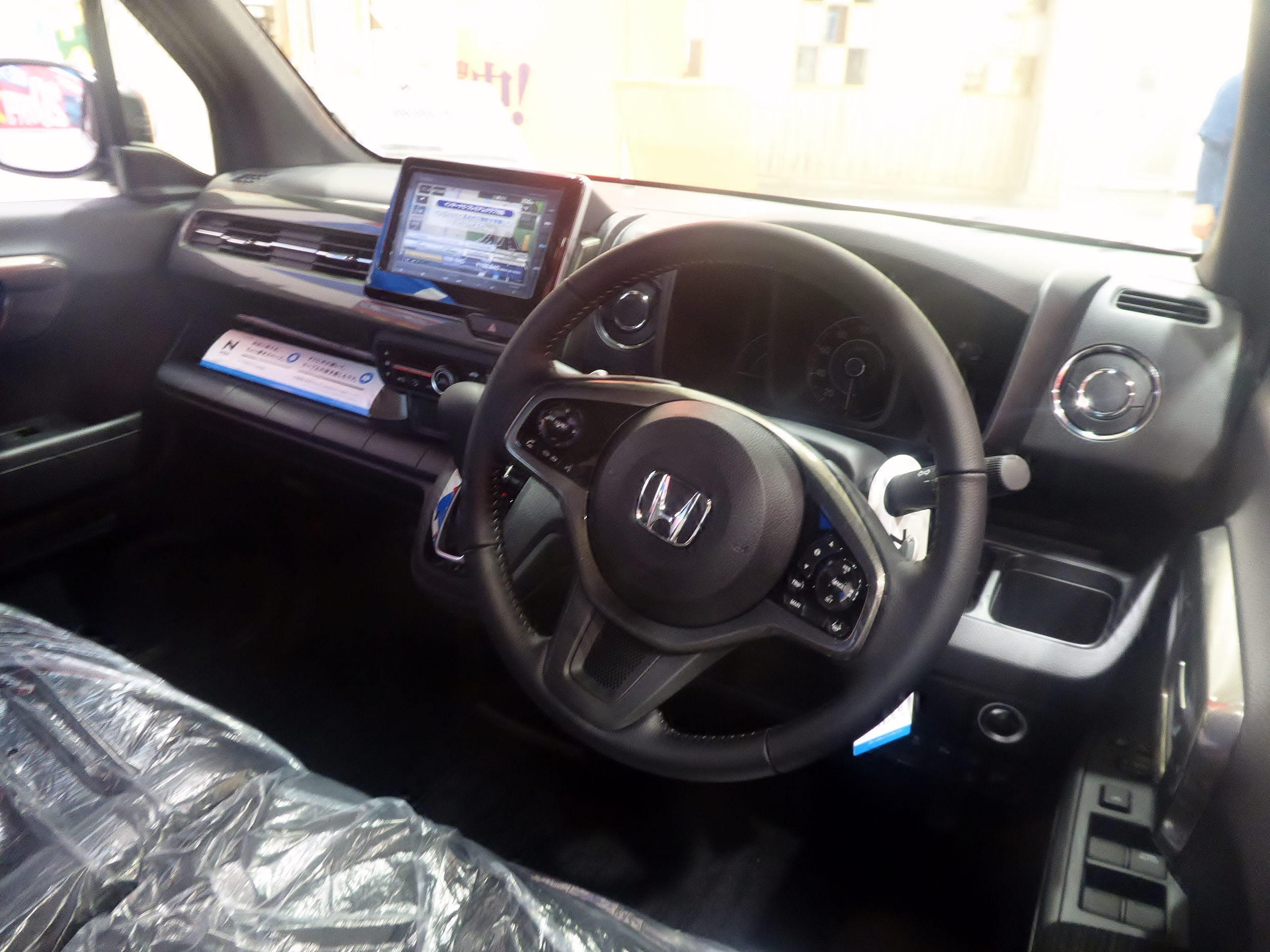
Interior N-WGN Custom

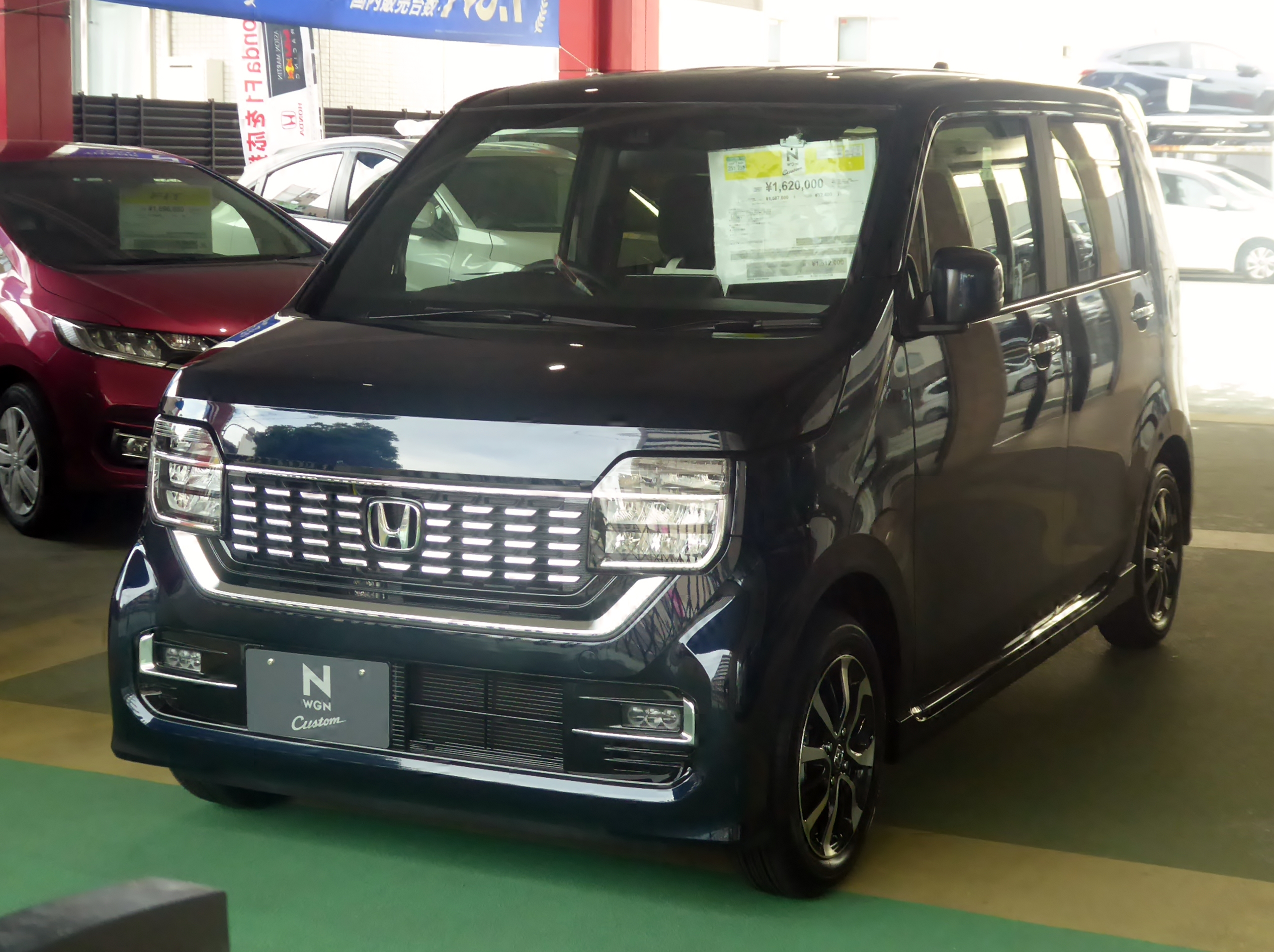
N-WGN Custom

La segona generació del Honda N-WGN fou presentada el 18 de juliol de 2019 amb la primera generació encara als concessionàris, posant-se finalment a la venda el 9 d'agost d'aquell mateix any.
En quant a mecànica, aquesta segona generació del model equipava el motor S07B, una versió derivada del S07A muntat a l'anterior generació. Les característiques d'aquest motor són les mateixes que les de l'anterior generació: propulsor tricilíndric en línia DOHC de 660 (658) centímetres cúbics, atmosfèric o amb turbocompressor. Com és comú, el model podia equipar tracció al davant o a les quatre rodes. Només és disponible una transmissió automàtica CVT.
Com també succeïa a l'anterior generació, la gama del model es divideix entre l'N-WGN "standard" i l'N-WGN Custom, una versió que no només equipa uns detalls estètics diferents com ara fars i llandes especials i interior amb seients de cuir, sinó també turbo i una caixa CVT exclusiva de set velocitats.
A data de febrer de 2022, el Honda N-WGN era el 12é automòbil lleuger més venut al Japó durant l'esmentat mes, amb 4.248 unitats.